# Last Desire
Last Desire è il secondo album in studio del gruppo musicale Mastercastle, pubblicato il 18 giugno 2010 dalla casa discografica Lion Music
L'album è stato registrato da Pier Gonella tra dicembre 2009 e gennaio 2010 presso il MusicArt studio (Genova.
 I brani sono stati composti tra agosto e settembre 2009, tranne Scarlett e Great Heaven's Climb, composti nel maggio 2009 (in pratica un mese dopo la pubblicazione del disco precedente The Phoenix). La masterizzazione del disco è invece stata fatta presso i Fear Studio (Ravenna, Italia). 
Questo è stato affermato dallo stesso Pier Gonella in una recente intervista:
 "...ho affidato la masterizzazione ai Fear studio di Ravenna. Oltre ad aver valorizzato ulteriormente il disco mi sono serviti come “consulenti esterni” su tanti aspetti tecnici della produzione...", 
"... La produzione del primo album “The Phoenix” è stata apprezzata da tutti e questo mi ha dato molta fiducia, per cui anche quest'anno ho voluto gestire personalmente la registrazione. L'esperienza del disco precedente è stato il primo fattore determinante perché sapevo bene dove e come potevo fare meglio e per il resto non ho voluto cambiare nulla nel making del disco..."

## Il disco
I testi sono scritti da Giorgia Gueglio e dedicati al tema del “Desiderio”. 
In una recente intervista la stessa Gueglio ha spiegato: "...il filo conduttore è il desiderio, espresso in tutte le sue forme. Il concetto può sembrare astratto, ma in realtà in ogni brano traspare questa forza che l'uomo si porta all'interno e che fa da motore in ogni sua scelta di vita. Nella titletrack ‘Last Desire’ parlo del desiderio come attrazione fisica e mentale verso un'altra persona, la potenza e il calore che possono dare una passione. In ‘Event Horizon’ c'è il desiderio dell'uomo di scavalcare i limiti della propria conoscenza..." "...In ‘Scarlett’, invece, tratto il desiderio di rivalsa e l'istinto a combattere per la propria sopravvivenza in una condizione tragica come può essere la guerra..."
L'album contiene due brani strumentali, di cui il secondo è una cover de La Serenissima dei Rondò Veneziano.
Dal punto di vista musicale il disco segue la direzione stilistica del precedente The Phoenix, quindi è collocabile nel metal neoclassico. Tuttavia, come rilevato dalla descrizione della stessa Lion Music, gli elementi neoclassici sono minori rispetto al precedente, e c'è un avvicinamento all'hard rock, riscontrabile in particolare nelle canzoni Away, Cat-House e Event Horizon.
Dal punto di vista tecnico sono state messe in evidenza la qualità della produzione, superiore all'album precedente (Metal Hammer), una cura quasi maniacale degli arrangiamenti (Rock hard), e un indurimento del suono delle chitarre.

Il brano Toxie Radd era originariamente una colonna sonora scritta per un videogioco omonimo, poi fu riarrangiata ed inserita nel disco.

## Tracce
1. Event horizon - 4:08 - (Gueglio, Gonella)
2. Misr - 4:55 - (Gueglio, Gonella)
3. Wild Spell - 5:01 - (Gueglio, Gonella)
4. Last Desire - 3:59 - (Gueglio, Gonella)
5. Away  - 4:07 - (Gueglio, Gonella)
6. Space Trip - 4:53 - (Gonella)
7. Jade-Star - 4:40 - (Gueglio, Gonella, Vawamas)
8. Great Heaven's Climb - 5:24 - (Gueglio, Gonella)
9. Cat-house - 4:54 - (Gueglio, Gonella)
10. Toxie-Radd - 4:49 - (Gueglio, Gonella)
11. La Serenissima (Rondò Veneziano cover) - 3:15 - (Reverberi)
12. Scarlett - 4:31 - (Gueglio, Gonella)

## Formazione
- Giorgia Gueglio: voce
- Pier Gonella: chitarra
- Steve Vawamas: basso
- Alessandro Bissa: batteria